# 德化乡 (黎平县)
德化乡，是中华人民共和国贵州省黔东南苗族侗族自治州黎平县下辖的一个乡镇级行政单位。

## 行政区划
德化乡下辖以下地区：
德化村、平养村、培基村、什里村、平笋村、高洋村、下洋村、乌孟村、俾翁村和岑纪村。